# Cees van Kooten

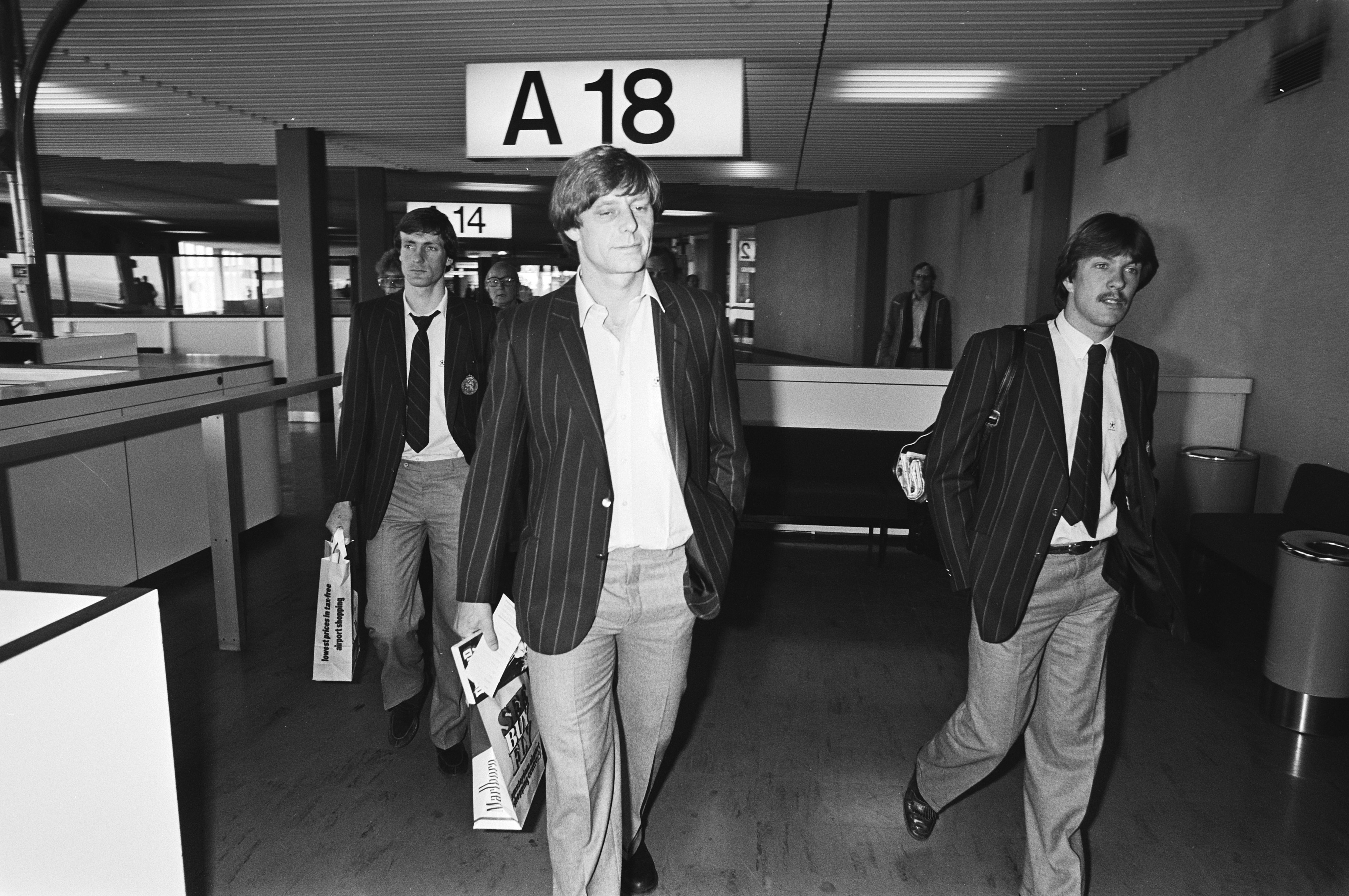
Cees van Kooten und Bennie Wijnstekers (r.) am Flughafen Amsterdam Schiphol (1981)

Cornelius „Cees“ van Kooten (* 20. August 1948; † 24. August 2015) war ein niederländischer Fußballspieler und -trainer.

## Sportlicher Werdegang
Van Kooten begann seine Karriere bei Hermes DVS, ehe er 1970 zum neu gegründeten FC Utrecht in die Eredivisie stieß. Hier war er nur Ergänzungsspieler und zog nach einer Spielzeit zum Erstligaaufsteiger OSC Lille in die französische Division 1 weiter. Auch hier verpasste er den Durchbruch, so dass er wiederum nach nur einem halben Jahr in die Niederlande zurückkehrte und sich Telstar anschloss. Hier avancierte er zur Stammkraft und traf ab der Spielzeit 1973/74 jeweils zweistellig.
1976 wechselte van Kooten innerhalb der höchsten niederländischen Spielklasse zu den Go Ahead Eagles, für die er sieben Spielzeiten bestreiten sollte. Während er in der Spielzeit 1980/81 13 Saisontore erzielte, wurde er in die niederländische Nationalmannschaft berufen. Nach seinem mit einem Torerfolg gekrönten Debüt gegen Zypern im Alter von 32 Jahren, bestritt er bis 1983 neun Länderspiele für die „Elftal“ und erzielte dabei vier Tore. Nach 79 Toren für die Go Ahead Eagles wechselte van Kooten 1983 zu PEC Zwolle, wo er 1985 seine aktive Laufbahn beendete.
Später war van Kooten Trainer bei NEC Nijmegen und RKC Waalwijk, nach einem Herzinfarkt beendete er jedoch frühzeitig sein Engagement.
Im August 2015 erlag van Kooten kurz nach seinem 67. Geburtstag einem Krebsleiden.